# معلم (آلبوم)
معلم (به عربی: المعلم) (به انگلیسی: Al-Mu`allim) اولین آلبوم استودیویی از خواننده مسلمان سامی یوسف است. این آلبوم در تاریخ ۲۰۰۳ توسط آواکنینگ با ۸ قطعه منتشر شد. استقبال مردم از این آلبوم به گونه‌ای بود که بیش از یک میلیون نسخه فروش داشت. سامی یوسف در این آلبوم دو قطعه که با را موزیک ویدئو همراه است منتشر کرده است که این دو موزیک ویدئو عبارتند از: "معلم (Al-Mu`allim)" و "دعا (Supplication)"

## مشخصات آلبوم
| # | اسم (به فارسی) | اسم (به عربی)  | الاسم (به انگلیسی)    | طول قطعه |
| - | -------------- | -------------- | --------------------- | -------- |
| ۱ | معلم           | المعلم         | Al-Mu'allim           | 5:45     |
| ۲ | دوست کیست؟     | من هو المحبوب؟ | Who is the Loved One? | 5:09     |
| ۳ | غار حرا        | غار حراء       | The Cave of Hira      | 4:50     |
| ۴ | الله           | الله           | Allahu                | 6:28     |
| ۵ | خالق           | الخالق         | The Creator           | 6:50     |
| ۶ | مراقبه         | تأمل           | Meditation            | 3:03     |
| ۷ | ای مصطفی       | یا مصطفی       | Ya Mustafa            | 5:36     |
| ۸ | دعا            | دعاء           | Supplication          | 4:05     |